# Rezerwat specjalny Analamerana
Analamerana – rezerwat specjalny położony w północnej części Madagaskaru, w regionie Diana. Zajmuje powierzchnię 34700 ha.
Północną granicę rezerwatu stanowi rzeka Irodo, natomiast południową Lokia. Od wschodu jest ograniczony przez Ocean Indyjski, natomiast od zachodu wznosi się płaskowyż Ankarana. Położony jest na wysokości od 10 do 648 m n.p.m.

## Flora
W rezerwacie znajdują się 3 gatunki baobabów z 7 znanych na Madagaskarze (Adansonia perrieri, baobab madagaskarski oraz Adansonia suarezensis). Zinwentaryzowano tam również 6 gatunków palm. 
Ponadto można tutaj spotkać gatunek kawowca, Coffea saharenanensis, oraz gatunek goździkowca, Eugenia analameranensis.

## Fauna
Awifauna rezerwatu liczy wiele gatunków, w tym 7 to endemity. Można tu spotkać między innymi takie gatunki jak Xenopirostris damii, czy czapla malgaska.
Z drugiej strony, klimat oraz warunki środowiskowe nie są korzystne dla gadów i płazów. Mimo to w rezerwacie występują kameleon Furcifer petteri oraz węzę, Boa manditra i Boa madagascariensis.
W rezerwacie można spotkać gatunek Propithecus perrieri. Jest to jeden spośród 25 najbardziej zagrożonych gatunków naczelnych na świecie. Innym przedstawicielem lemurowatych jest Eulemur sanfordi. Ponadto w rezerwacie zaobserwowano gatunek drapieżnego ssaka z rodziny Eupleridae, galidii kasztanowatej.